# Campanette
Colchicum bulbocodium
Espèce
Classification phylogénétique
La Campanette ou Bulbocode de printemps (Colchicum bulbocodium), est une espèce de plantes à fleurs de la famille des Colchicaceae. C'est un colchique miniature à tépales libres, qui fleurit à la fin de l’hiver et au début du printemps.

## Description
La campanette, Colchicum bulbocodium subsp. bulbocodium, est une plante vivace de 5 à 15 cm. Ce géophyte possède un corme comme organe de réserve. Les (deux à) trois feuilles qui apparaissent à la fin de la floraison sont vert foncé et lancéolées.
Les une à trois fleurs, qui sont présentes durant environ trois semaines, ressemblent à première vue à celles d’un Crocus. Le périanthe est composé de six tépales dressés, lilas, rarement blancs. La floraison se situe entre début février et fin avril d’après l’altitude. Le fruit est une capsule, qui libère ses graines au début de l‘été.
Comme les autres colchiques, toute la plante contient un alcaloïde puissant et extrêmement toxique, la colchicine, dont le nom vient de l'ancien royaume de Colchide, aujourd'hui la Géorgie.

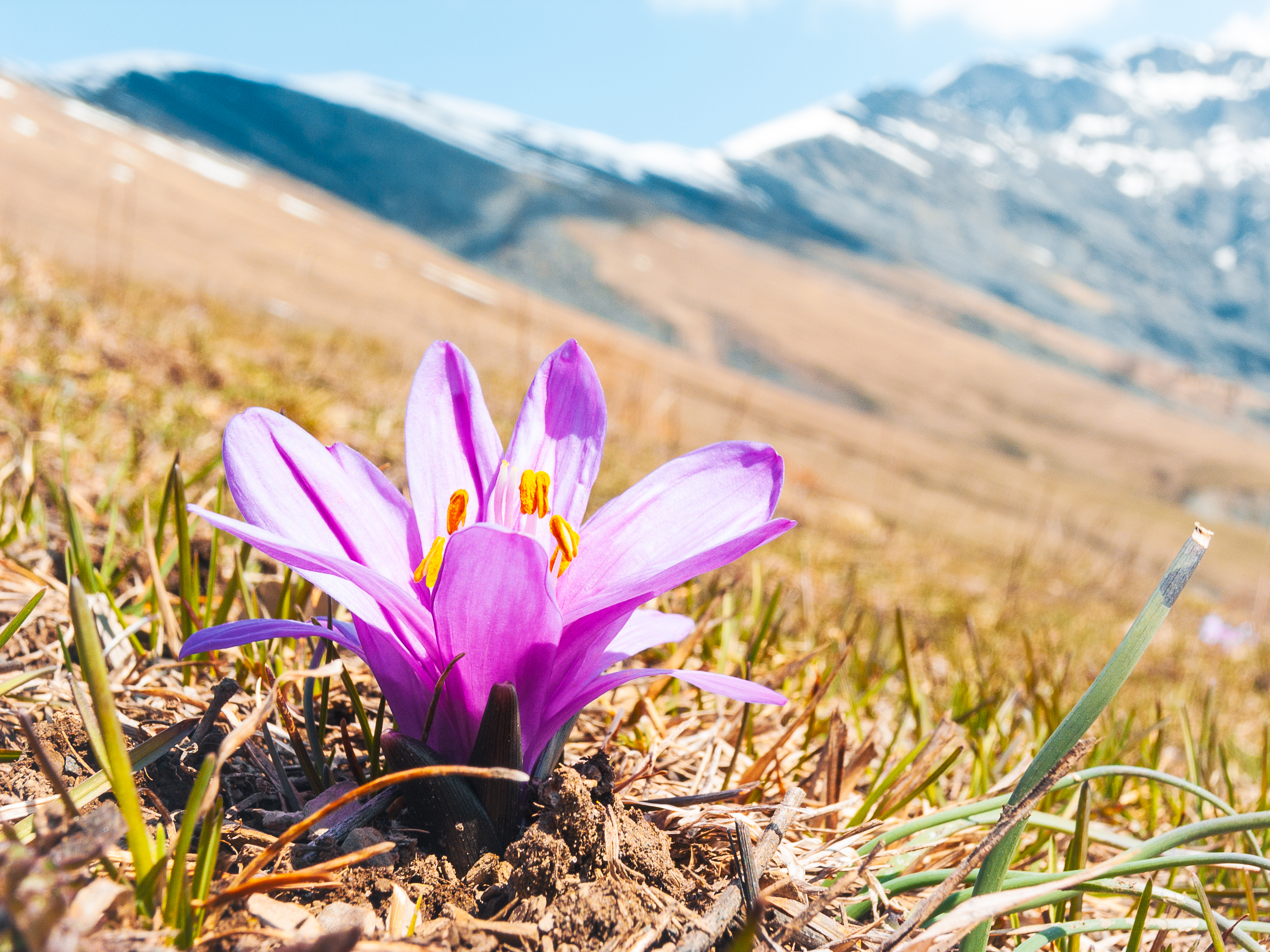
Biotope type : pelouse exposée - France Isère
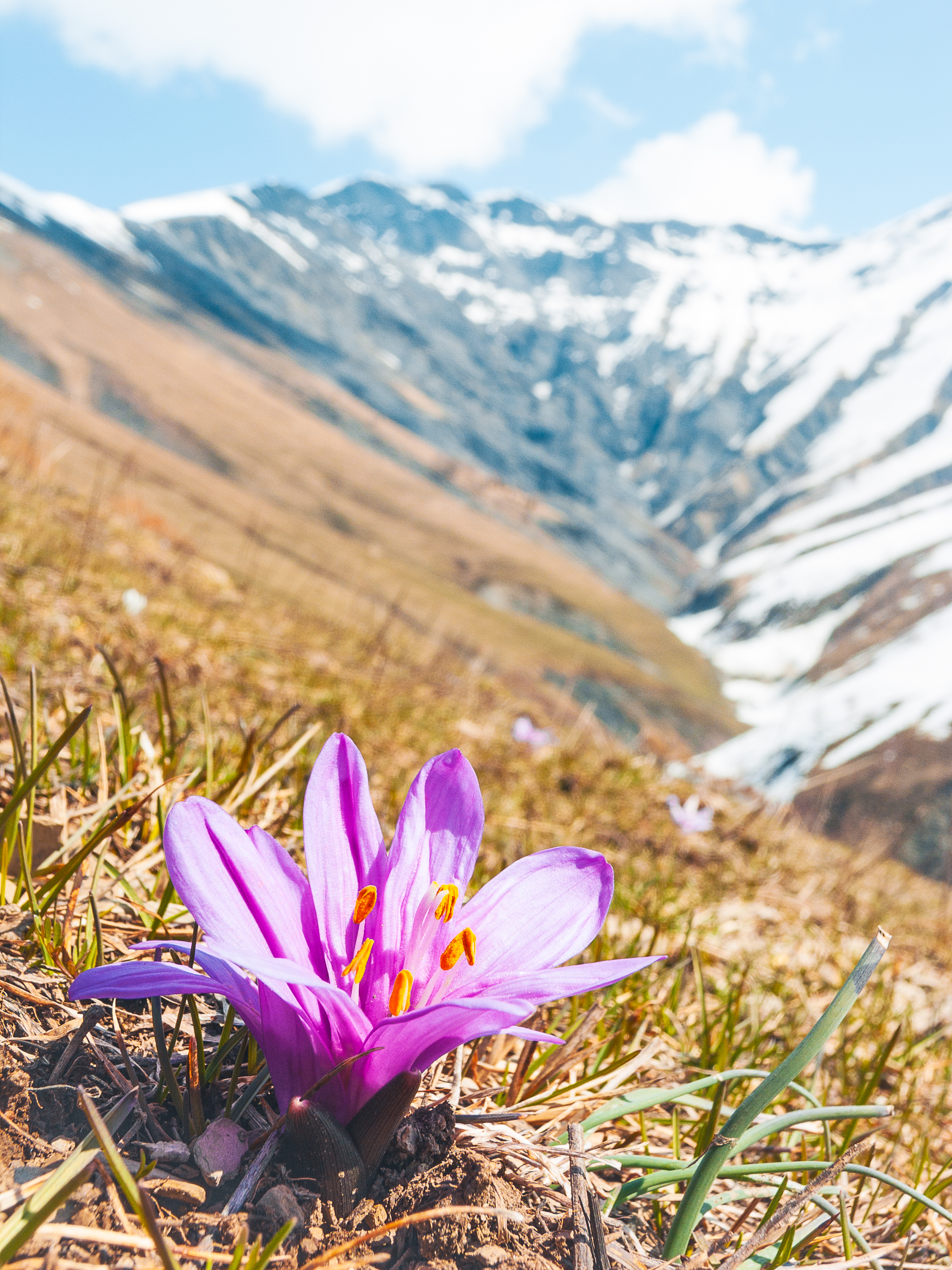
Biotope type : pelouse exposée - France Isère
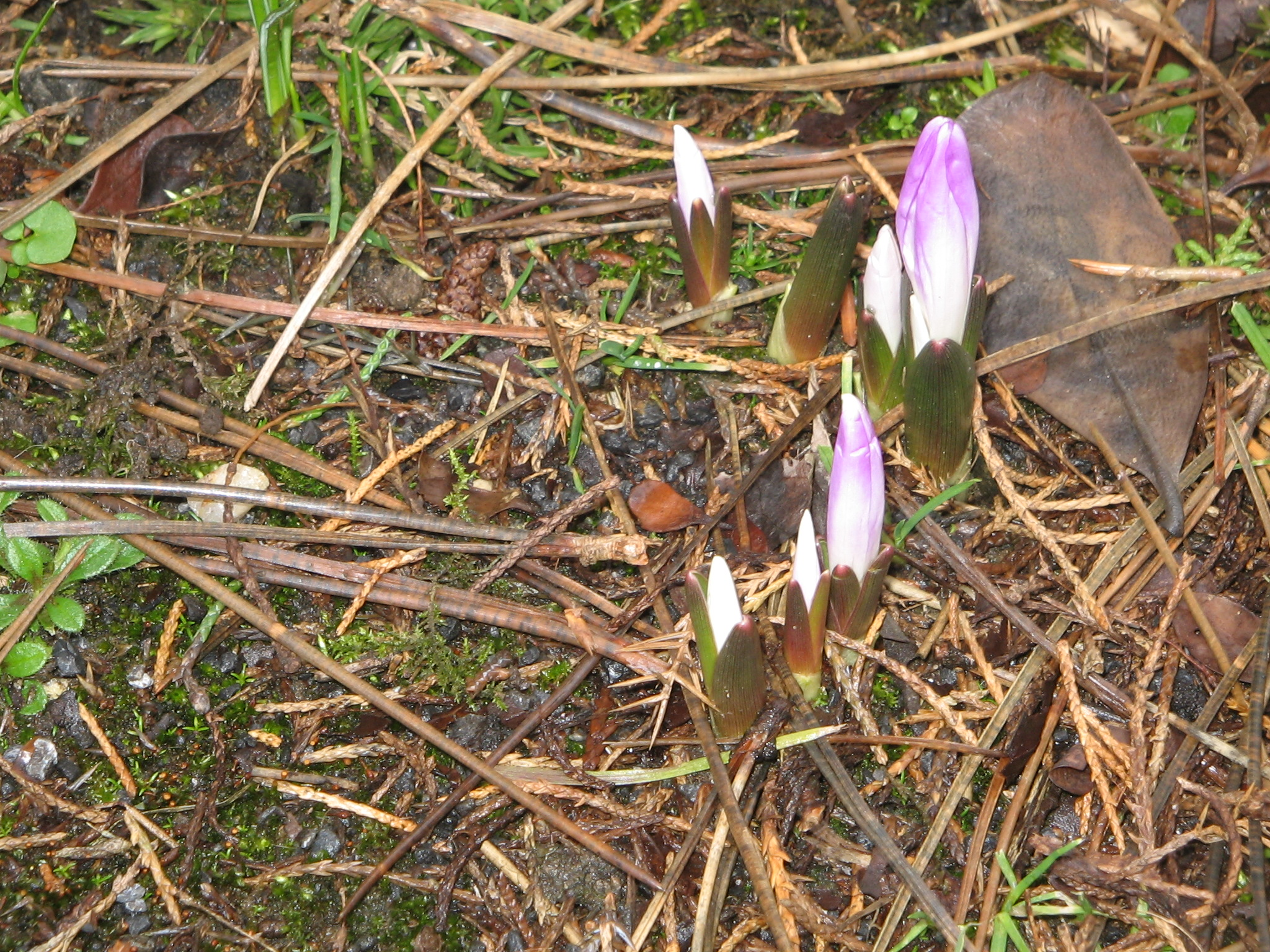
Boutons floraux.
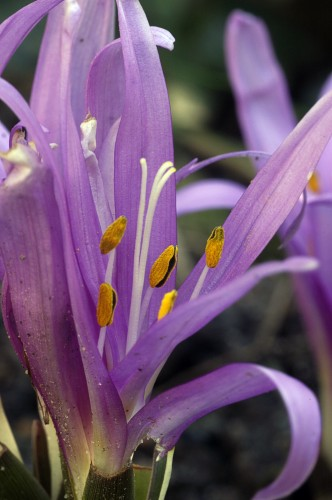
Gros plan de la fleur.
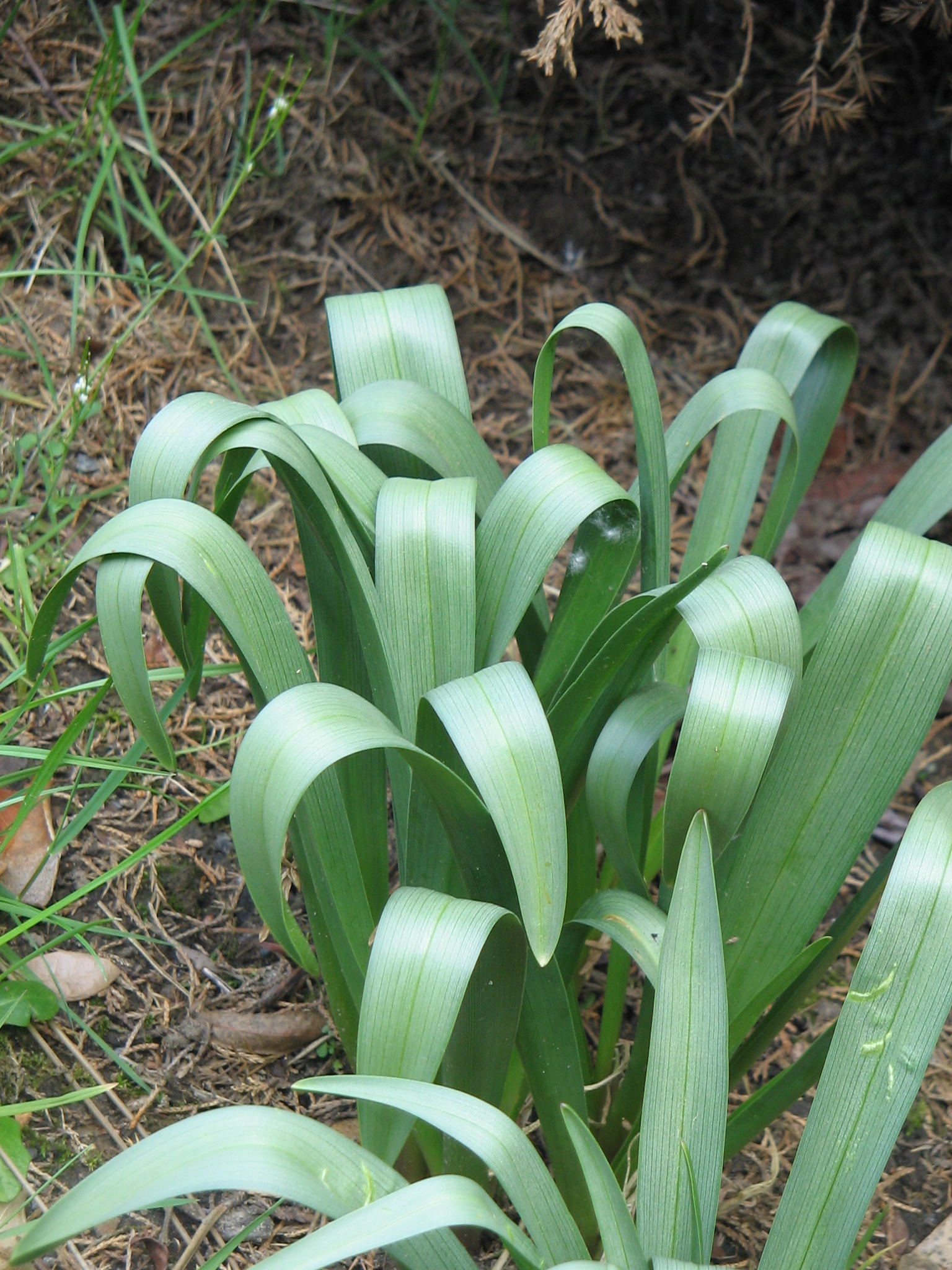
Feuilles au printemps.
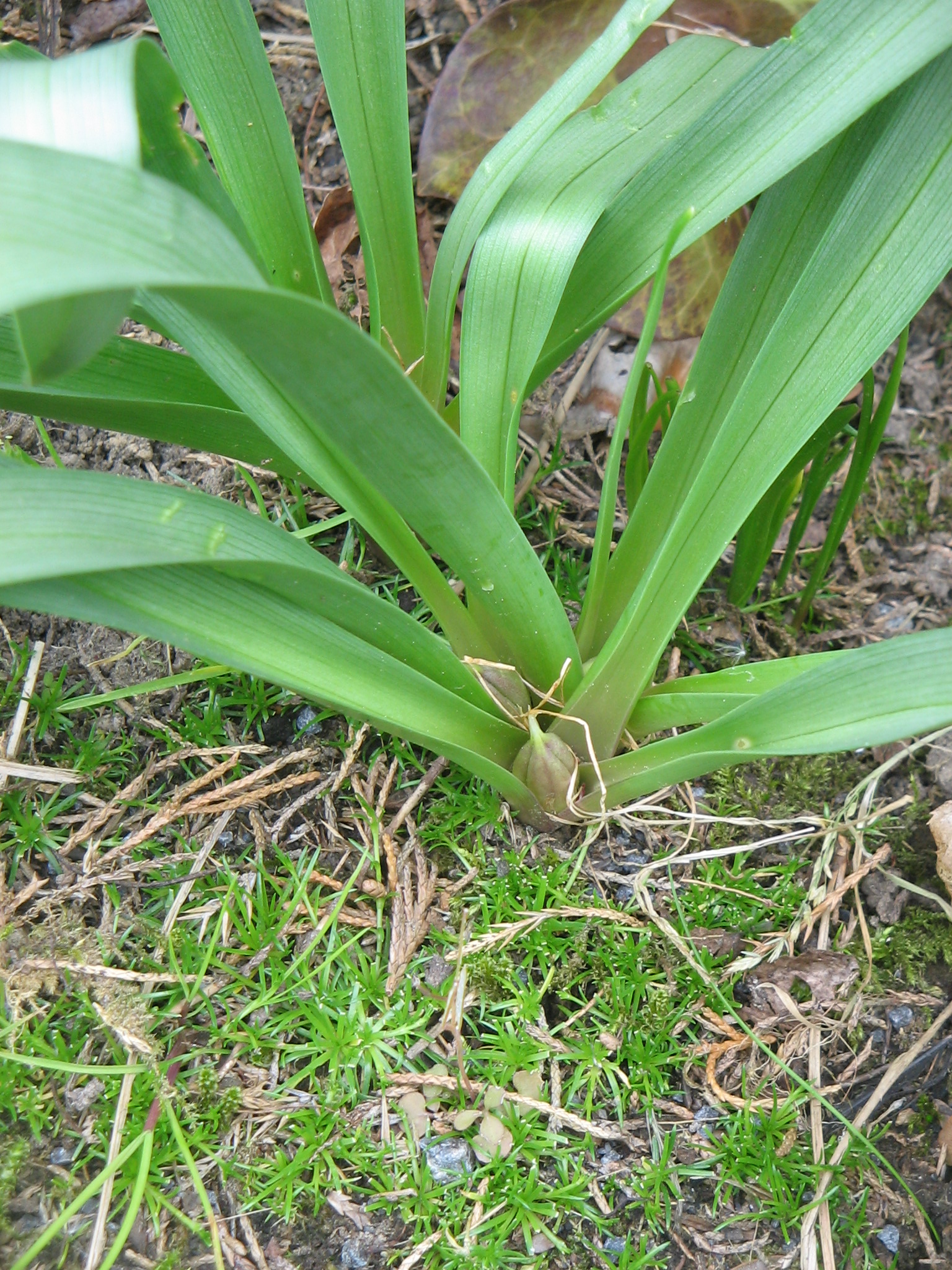
Feuilles entourant la capsule.
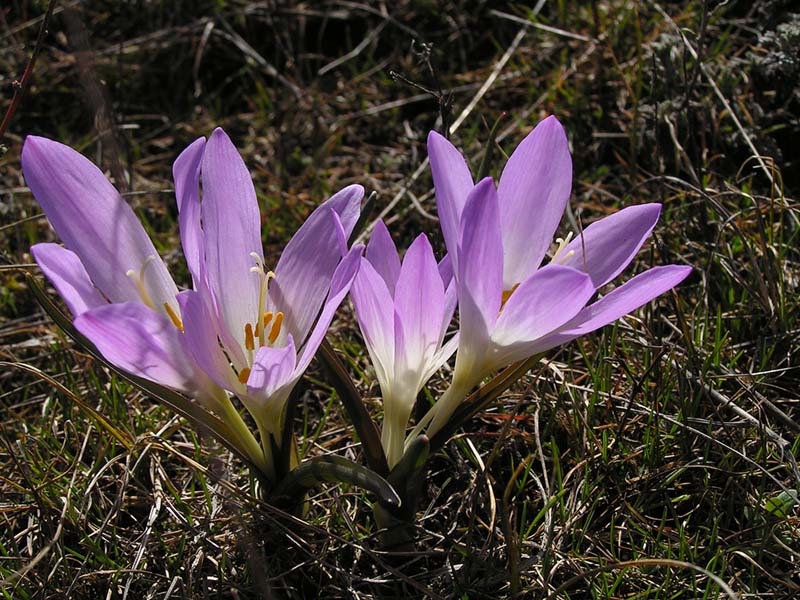
subsp. versicolor en Ukraine.

## Répartition
La campanette est une plante de montagnes qu’on rencontre dans les Pyrénées orientales et les Alpes occidentales, surtout en Valais, notamment à Branson. Quoique rare, la campanette apparaît souvent en grandes colonies en zone montagnarde et subalpine (500 à 2 000 m). Elle préfère une station ensoleillée, fraîche à la fonte des neiges et sèche en été.
Dans les Alpes orientales, une station isolée a été découverte en 1911 sur une pente de la Gerlitzen, près de Villach en Carinthie. Pour maintenir cette station, qui recouvre quelque 2 ha, les semis d‘épicéas y sont régulièrement arrachés.
Plus au sud (Italie centrale) et à l’est (de la Hongrie au nord du Caucase), on rencontre la subsp. versicolor à plus petite fleur et à feuilles plus étroites. On en rencontre de grands groupes dans la région frontalière de Hongrie, Roumanie et Ukraine. En Roumanie on rencontre par ailleurs la var. edentatum à tépales édentés.

## Horticulture
Cette plante, qu’on peut obtenir chez des bulbiculteurs spécialisés, est assez rarement cultivée dans les parcs et les jardins, principalement en rocaille.

## Taxonomie
Le nom correct complet (avec auteur) de ce taxon est Colchicum bulbocodium Ker Gawl..

### Nom français
Ce taxon porte en français les noms vulgarisé et normalisés suivants : Colchique bulbocodium, Bulbocodium printanier,, Bulbocode du printemps,,, Bulbocode deprintemps,, et colchique de printemps. Bulbocode de printemps est le nom recommandé.

### Synonymie
Colchicum bulbocodium a pour synonymes :
- Bulbocodium vernum L.
- Celsia verna (L.) Kuntze, 1891
- Colchicum vernum (L.) Stef.
- Merendera verna (L.) Bubani